# Fyrfläckig dyngbagge
Fyrfläckig dyngbagge (Aphodius quadriguttatus) är en skalbaggsart som först beskrevs av Herbst 1783.  Fyrfläckig dyngbagge ingår i släktet Aphodius, och familjen bladhorningar. Enligt den svenska rödlistan är arten starkt hotad i Sverige. Arten förekommer i Götaland och Öland. Artens livsmiljö är jordbrukslandskap.